# Solidobalanus socialis
Solidobalanus socialis is een zeepokkensoort uit de familie van de Archaeobalanidae. De wetenschappelijke naam van de soort is voor het eerst geldig gepubliceerd in 1883 door Hoek.